# 투언티엔 (리 왕조)
투언티엔(베트남어: Thuận Thiên / 順天 순천 / 1010년 ~ 1028년 3월)은 베트남 리 왕조(李朝) 태조(太祖) 리꽁우언(李公蘊)의 연호이다.

## 개원
- 전 레 왕조(前黎朝) 까인투이(景瑞) 2년 11월 2일[1](1009년 11월 21일)에 리 왕조를 개창하여 연호를 투언티엔(順天)으로 정하고, 다음 해 1월 1일[2](1010년 1월 18일)에 개원함.[3][4][5]

- 투언티엔(順天) 19년 3월 4일[6](1028년 4월 1일)에 연호를 티엔타인(天成)으로 개원함.[7][8][5]

## 연대 대조표
| 투언티엔   | 원년       | 2년        | 3년        | 4년        | 5년        | 6년        | 7년        | 8년        | 9년        | 10년       |
| 서기(西紀) | 1010년     | 1011년     | 1012년     | 1013년     | 1014년     | 1015년     | 1016년     | 1017년     | 1018년     | 1019년     |
| 간지(干支) | 경술(庚戌) | 신해(辛亥) | 임자(壬子) | 계축(癸丑) | 갑인(甲寅) | 을묘(乙卯) | 병진(丙辰) | 정사(丁巳) | 무오(戊午) | 기미(己未) |
| 투언티엔   | 11년       | 12년       | 13년       | 14년       | 15년       | 16년       | 17년       | 18년       | 19년       |            |
| 서기(西紀) | 1020년     | 1021년     | 1022년     | 1023년     | 1024년     | 1025년     | 1026년     | 1027년     | 1028년     |            |
| 간지(干支) | 경신(庚申) | 신유(辛酉) | 임술(壬戌) | 계해(癸亥) | 갑자(甲子) | 을축(乙丑) | 병인(丙寅) | 정묘(丁卯) | 무진(戊辰) |            |

## 동시대 연호

### 중국
북송(北宋)
- 대중상부(大中祥符) (1008년 ~ 1016년)
- 천희(天禧) (1017년 ~ 1021년)
- 건흥(乾興) (1022년)
- 천성(天聖) (1023년 ~ 1032년)

요(遼)
- 통화(統和) (983년 ~ 1012년)
- 개태(開泰) (1012년 ~ 1021년)
- 태평(太平) (1021년 ~ 1031년)

대리국(大理國)
- 명계(明啓) (1010년 ~ 1022년)
- 명통(明通) (1023년 ~ 1026년)
- 정치(正治) (1027년 ~ 1041년)

### 일본
- 간코(寛弘) (1004년 ~ 1012년)
- 조와(長和) (1012년 ~ 1017년)
- 간닌(寛仁) (1017년 ~ 1021년)
- 지안(治安) (1021년 ~ 1024년)
- 만주(万寿) (1024년 ~ 1028년)